# 布伊 (奥布省)
布伊（法語：Bouilly，法語發音：[buji]）是法国奥布省的一个市镇，位于该省中南部，属于特鲁瓦区和特鲁瓦香槟都会城市圈公共社区，其市镇面积为15.49平方公里，2022年1月1日时人口数量为1,074人。
布伊是特鲁瓦香槟都会城市圈公共社区的组成部分，位于特鲁瓦市区以南13.5公里。

## 行政
布伊的邮政编码为10320，INSEE市镇编码为10051。

## 地理

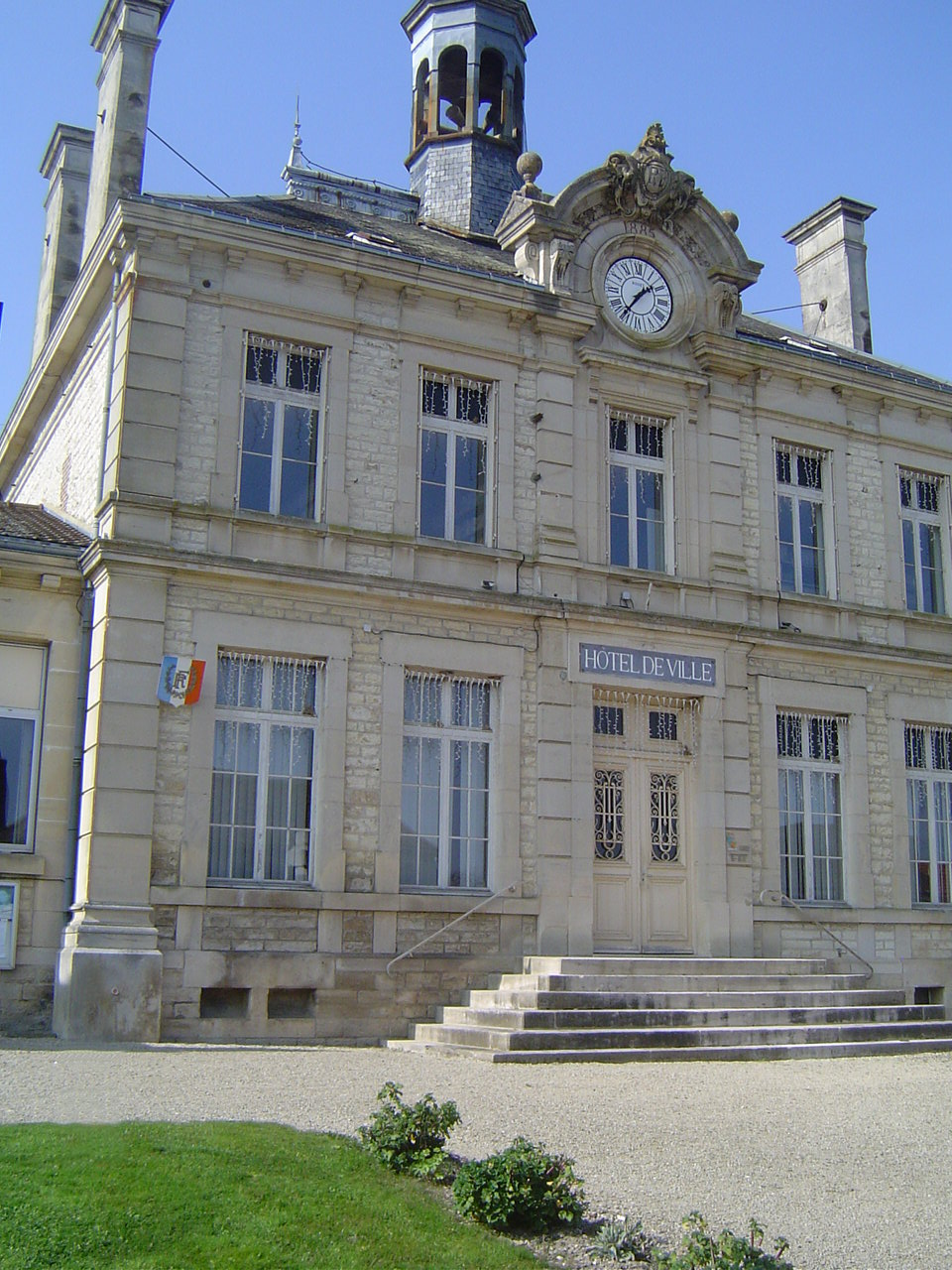
布伊市政厅

布伊（48°11'46"N, 3°59'58"E）位于法国中北部偏东，大东部大区西南部和奥布省中南部。
与布伊接壤的市镇包括：雅韦尔南、龙斯奈、圣普昂日、索姆瓦勒、苏利尼、沃沙西、维勒里。
布伊属于塞纳河流域，境内地势平坦。
按照柯本气候分类法，布伊属于温带海洋性气候，全年温差较小，降水分布均匀。

## 历史
高卢-罗马时期，一条阿格里帕大道途径此地，中世纪时布伊长期为一个普通村落，1866年布伊成为奥布省首个开通直饮水的市镇，1962年，布伊初级中学建成。

## 交通
法国国道N77线、奥布省省道D72线、D94线和D190线经过布伊境内。

## 政治
现任布伊市长为伯努瓦·格鲁先生（Benoît Groux）。

## 人口
| 年份   | 1936 | 1946 | 1954 | 1962 | 1968 | 1975  | 1982 | 1990  | 1999  | 2006  | 2007  | 2008  | 2013  | 2017  |
| ------ | ---- | ---- | ---- | ---- | ---- | ----- | ---- | ----- | ----- | ----- | ----- | ----- | ----- | ----- |
| 人口數 | 502  | 557  | 565  | 626  | 725  | 1,008 | 865  | 1,000 | 1,090 | 1,050 | 1,045 | 1,039 | 1,054 | 1,074 |